# آنا إيزابيل ألونسو
آنا إيزابيل ألونسو (بالإسبانية: Ana Isabel Alonso)‏ هي منافسة ألعاب القوى إسبانية، ولدت في 16 أغسطس 1961 في Villaherreros ‏ في إسبانيا.

## وصلات خارجية
- آنا إيزابيل ألونسو على موقع الاتحاد الدولي لألعاب القوى (الإنجليزية)
- آنا إيزابيل ألونسو على موقع اللجنة الأولمبية الدولية (الإنجليزية)
- آنا إيزابيل ألونسو على موقع أوليمبيديا (الإنجليزية)